# Tete (lancha-canhoneira)
A Tete foi uma lancha-canhoneira lançada em Lisboa em 1903. Integrou a Esquadrilha do Zambeze em Moçambique. No dia 27 de fevereiro de 1917 perdeu-se no rio Zambeze por explosão da caldeira.

## Armamento
Possuía e dua peças hotchkiss de 37mm e na dianteira uma metralhadora hotchkiss de 6,5mm.

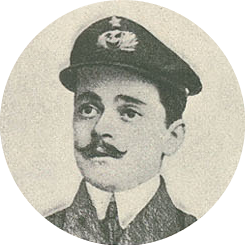
Segundo-tenente Mário de Sena Barcelos do Nascimento, comandante e vítima mortal da catástrofe da Tete

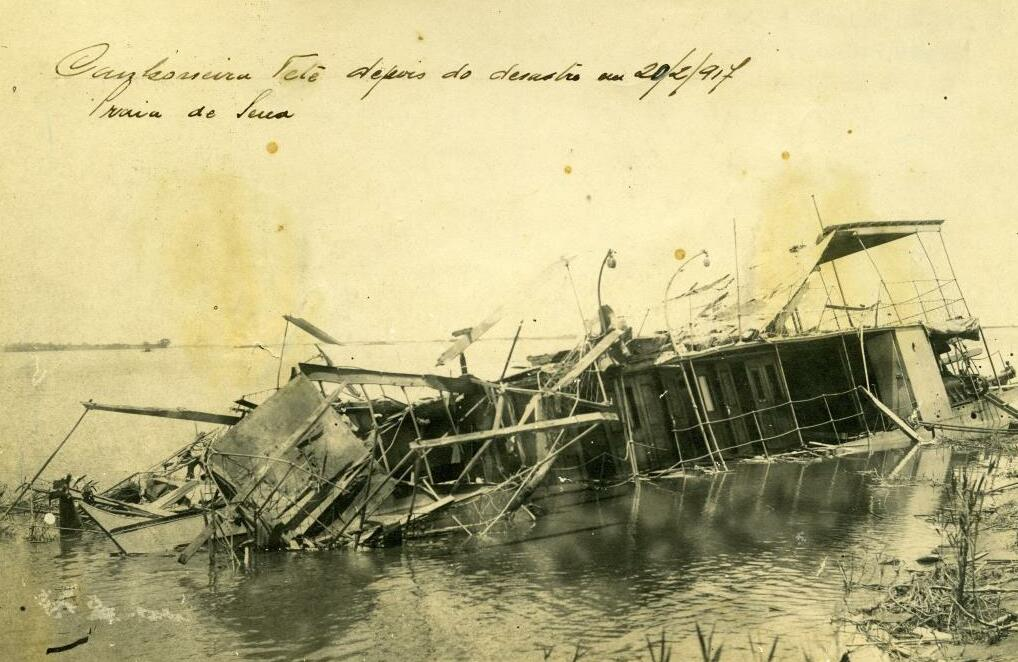

## Ligações externa
- «Catálogo Dos Navios Brigantinos (1640-1910).» (PDF)